# The D'oh-cial Network
"The D'oh-cial Network" é o décimo primeiro episódio da 23ª Temporada da comédia americana The Simpsons. Ele foi ao ar na Fox nos Estados Unidos em 15 de janeiro de 2012. Teve 11, 48 milhões de espectadores .

## Enredo
O episódio começa em um tribunal, onde Lisa está em julgamento. O advogado está acusando-a de trazer devastação sobre Springfield por causa de seu desejo egoísta de ser aceito pelos outros. Lisa começa dizendo a todos no tribunal sobre o seu lado da história. Há alguns meses atrás, ela e sua família foram para o shopping novo na cidade. Lá, ela encontrou seus colegas de escola Sherri e Terri e perguntou se ela poderia passar algum tempo com eles no shopping. As duas gêmeas disseram não a Lisa, o que a fez perceber que ela não tem amigos de verdade. Mais tarde, Lisa entrou no computador de Homer e descobriu que é mais fácil fazer amigos online do que na vida real, e assim começou uma rede social chamado SpringFace para obter amigos. O site tornou-se instantaneamente popular entre todos os cidadãos de Springfield e Lisa fez mais de mil amigos em um curto espaço de tempo. No entanto, Lisa logo percebeu que esses amigos só falou com ela no SpringFace e não na vida real. Ela também descobriu que o site cresceu demais para controlá-lo, com as pessoas se tornando tão viciadas nisso que eles usam até mesmo para dirigir. Isso causou o caos na cidade após vários acidentes de carro e mortes. No tempo presente, o tribunal ordena Lisa para desligar SpringFace. Ela concorda. O povo de Springfield joga fora seus smartphones e computadores logo depois que o site está fechado. Quando Lisa olha para fora de sua janela, ela vê Sherri e Terri e um grupo de seus amigos jogando Marco Polo , e eles convidam Lisa se juntar a eles. Patty e Selma são então vistos competindo em uma corrida remando contra os gêmeos Winklevoss na Olimpíada de Londres 2012 , com Patty e Selma vencedoras. Isto é seguido por um curto intitulado "Uma Pequena História dos Simpsons", animado no estilo escuro e sombrio do artista americano Edward Gorey.  filme conta a história de como Bart era um encrenqueiro do dia em que nasceu , e mostra ele e Milhouse cobrindo a Escola Primária de Springfield em papel higiênico.

## Produção
"The D'oh-cial Network" foi escrito por J. Stewart Burns, e dirigido por Chris Clements , como parte da temporada de vinte e três de The Simpsons (2011-2012). Foi o segundo episódio escrito por Burns nessa temporada, sendo o primeiro "Holidays of Future Passed " . De acordo com Hayden Childs de The AV Club, o episódio satiriza o fenômeno do site de rede social Facebook. Childs acrescentou que os pontos episódio fora "a mais flagrante das muitas falhas do Facebook, ou seja, sua capacidade hipnótica para distrair as pessoas em uma névoa semi-narcisista[...]".
Audiência
Pelo enorme sucesso do episódio, por causa da Rede Social teve sua audiência de 15.70; Dirigido por: Chris Clements e escrito por: J. Stewart Burns.